# Daptolestes limbipennis
Daptolestes limbipennis är en tvåvingeart som först beskrevs av Macquart 1846.  Daptolestes limbipennis ingår i släktet Daptolestes och familjen rovflugor. Inga underarter finns listade i Catalogue of Life.